# Nationale Orde (Ivoorkust)

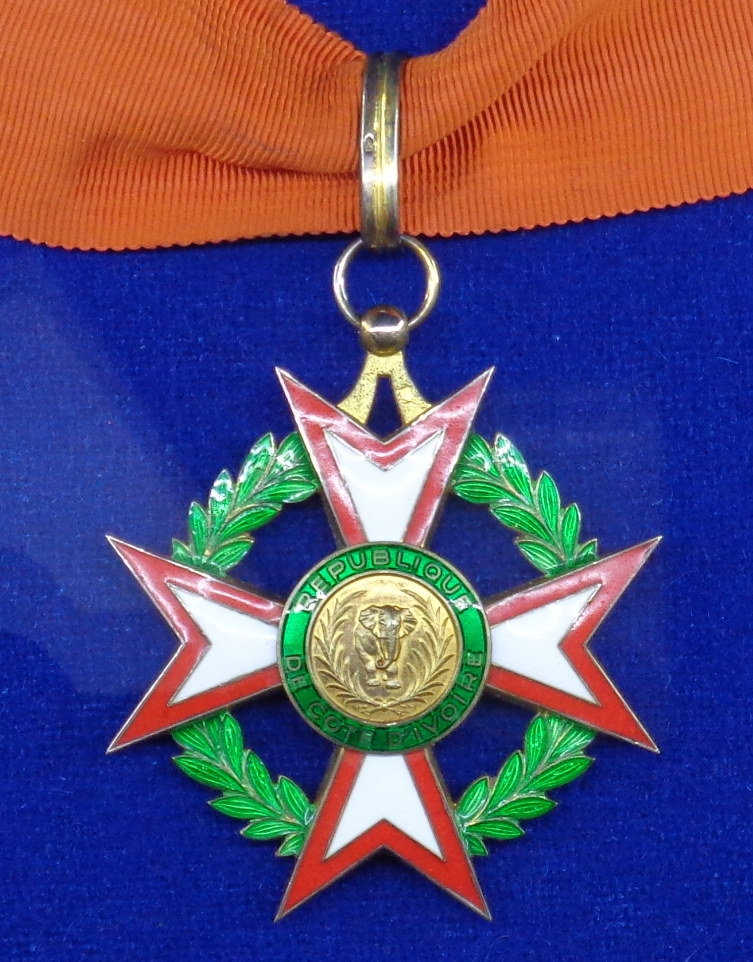
Grootofficier

De Nationale Orde (Frans:"L'Ordre National") van de Ivoorkust werd op 10 april 1961 ingesteld, De orde heeft de in het diplomatieke verkeer gebruikelijke vijf graden.
De Nationale Orde wordt verleend voor "eminente verdiensten" (Frans: "mérites distingués") terwijl de Orde van Verdienste de "belangrijke verdiensten" beloond. Deze  Orde van Verdienste is minder in aanzien dan de Nationale Orde.
De president is "Chef Souverain" en "Grand Maître" van de orde. Hij draagt een ceremoniële keten en is, ambtshalve, Grootkruis.
De vijf graden

## De waardigheden ("dignités") van de Orde
- Grootkruis

De grootkruizen dragen het kleinood van de orde aan een grootlint op de linkerheup en de ster van de orde met de gouden stralen op de linkerborst
- Grootofficier

De Grootofficieren dragen een kleinood aan een lint met een rozet op de linkerborst en een ster met zilveren stralen rechtsonder op de rechterborst.

## De graden van de Orde
- Commandeur

De Commandeur draagt een groot uitgevoerd kleinood van de Orde aan een lint om de hals.  
- Officier

De Officier draagt een kleinood aan een lint met een rozet op de linkerborst. 
- Ridder

De Ridder draagt een kleinood aan een lint op de linkerborst.Bij de ridder is in het kleinood geen goud verwerkt
Het versiersel of kleinood is een achtpuntig kruis van Malta met wit geëmailleerde armen. De randen van de armen zijn rood. Op het kruis is een medaillon met een groene ring gelegd. Op de ring staat "REPUBLIQUE DE CÔTE D'IVOIRE" en in het midden is een olifant binnen twee palmtakken afgebeeld.In de armen van het kruis is en lauwerkrans gelegd.  Er is geen verhoging. 
De ster heeft gouden of zilveren stralen tussen de armen en geen lauwerkrans.
Het lint is donkerrood.
| Batons van de Nationale Orde | Batons van de Nationale Orde | Batons van de Nationale Orde | Batons van de Nationale Orde | Batons van de Nationale Orde |
| ---------------------------- | ---------------------------- | ---------------------------- | ---------------------------- | ---------------------------- |
| Grootkruis                   | Grootofficier                | Commandeur                   | Officier                     | Ridder                       |

## Gedecoreerden
- Ban Ki-moon, (Grootofficier)
- Koning Boudewijn
- Mohammed VI van Marokko, (Grootkruis)